# Chris Roberts (Spieleentwickler)

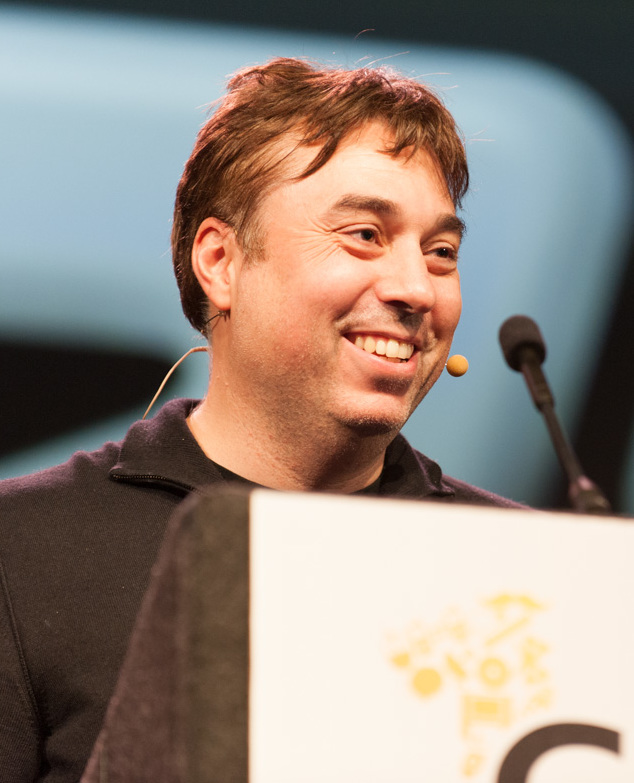
Roberts bei der Vorstellung von Star Citizen auf der GDC Online 2012

Christopher „Chris“ Roberts (* 27. Mai 1968 in Redwood City, Kalifornien) ist ein US-amerikanischer Spieleentwickler und Filmproduzent. Bekannt wurde er vor allem durch seine Weltraum-Spieleserie Wing Commander.

## Leben
Roberts wuchs in Manchester, England auf und setzte dort als junger Spiele-Programmierer und -Designer seine ersten Projekte, Match Day, Wiz Adore und Stryker’s Run um, die es bis 1987 alle an die Spitze der Verkaufslisten schafften.
1986 zog Roberts zurück in die USA und arbeitete fortan – zunächst als freier Mitarbeiter, ab 1990 dann festangestellt als Direktor für neue Technologien – für Origin Systems. Während dieser Zusammenarbeit entstanden Titel wie Times of Lore, ein Fantasy-Rollenspiel, Bad Blood (1990), ein post-apokalyptisches Rollenspiel und Strike Commander (1993), in dem der Spieler einen Söldner im Jahr 2011 spielt. Bei allen diesen Projekten spielte die Hintergrundgeschichte eine wichtige Rolle, entsprechend Origins Leitspruch „We create Worlds“. Nicht zuletzt deshalb wurden diese Projekte von der Presse in höchsten Tönen gelobt.
Roberts’ bekanntestes Projekt und der Grundstein seines bis heute andauernden Erfolges ist jedoch das 1990 erschienene Wing Commander, das auch ausschlaggebend für den Durchbruch des PC als Medium für Videospiele und die Verbesserung der Soundkarten war. Wing Commander führte auch als erstes Spiel die Features ein, dass der Spieler mit seinen Aktionen die Storyline (begrenzt) beeinflussen konnte und dass wichtige Charaktere jederzeit sterben konnten und nicht nur, wenn die Story es verlangte. Das Spiel hatte außerdem Zwischensequenzen, in denen die Geschichte erzählt wurde. In den ersten beiden Teilen waren das noch kurze Sequenzen im Zeichentrick-Stil. Ab Teil drei waren dies sogar extra für die Spiele gedrehte Filme mit solch bekannten Schauspielern wie beispielsweise Mark Hamill. In der Wing-Commander-Hauptserie erschienen bis 1997 noch vier Titel und fünf Add-ons, sowie sechs weitere Spiele und Add-ons, die im Wing-Commander-Universum spielten. Am fünften Teil der Serie war Roberts nicht mehr aktiv beteiligt.
1996 verließ Roberts Origin und gründete mit seinem Bruder Erin Roberts sein eigenes Entwicklungsstudio Digital Anvil. Mit diesem begann er die Produktion an einem Wing-Commander-Film und diversen Computerspielen. Der Film, von Roberts persönlich inszeniert, kam 1999 in die Kinos und floppte. 2000 wurde das Weltraum-Action-Spiel StarLancer veröffentlicht. Nach der Übernahme des Unternehmens durch Microsoft, mehrjährigen Verspätungen am Projekt Freelancer und dem Scheitern der Finanzierung weiterer Spielideen verließ Roberts Digital Anvil und wandte sich der Spielebranche ab.
Schließlich gründete Roberts ein weiteres Entwicklungsstudio, Point of No Return Entertainment. Mit diesem plante er Filme, TV-Serien und Computerspiele zu produzieren, es kamen jedoch keine Projekte zustande. 2002 gründete er Ascendant Pictures und war Produzent mehrerer Hollywood-Spielfilme, darunter The Punisher (2004), Lord of War – Händler des Todes (2005) und Lucky Number Slevin (2006), welche hauptsächlich mittels deutscher Medienfonds finanziert wurden, welche das Steuerschlupfloch Stupid German Money ausnutzten. Roberts Tätigkeit als Filmproduzent endete mit der Erschöpfung der durch dieses kontroverse Finanzierungssystem aufgebrachten Mittel.
Im Jahr 2011 gründete Roberts ein neues Spieleunternehmen, Cloud Imperium Games, mit dem er an einer neuen Weltraumsimulation im Stile der Wing-Commander-Reihe namens Star Citizen arbeitet. Für die Weltraumspiel-Entwicklung konnte Roberts bereits über 730 Millionen US-Dollar an Spenden einsammeln, davon den Großteil über Crowdfunding auf seiner Projekt-Webpräsenz, der Rest lief über die Plattform Kickstarter auf. Es wird laut Roberts im Online-Direktvertrieb ohne einen Publisher vermarktet werden.

## Spiele
- 1988: Times of Lore
- 1990: Bad Blood
- 1990: Wing Commander
- 1991: Wing Commander: Secret Missions 1 (Add-on)
- 1991: Wing Commander: Secret Missions 2: Crusade (Add-on)
- 1991: Wing Commander II: Vengeance of the Kilrathi
- 1991: Wing Commander II: Special Operations 1 (Add-on)
- 1992: Wing Commander II: Special Operations 2 (Add-on)
- 1993: Wing Commander: Privateer
- 1993: Wing Commander: Privateer – Righteous Fire (Add-on)
- 1993: Wing Commander: Academy
- 1993: Strike Commander
- 1993: Strike Commander: Tactical Operations (Add-on)
- 1994: Pacific Strike
- 1994: Wing Commander III: Heart of the Tiger
- 1994: Wing Commander: Armada
- 1995: Super Wing Commander (Konsolenumsetzung für 3DO)
- 1996: Wing Commander IV: The Price of Freedom
- 2000: Starlancer
- 2003: Freelancer (Berater)
- 2004: Brute Force

In Entwicklung:
- Star Citizen
- Squadron 42

## Filme
- 1999: Wing Commander (Regie / Cameoauftritt)
- 2004: The Punisher (ausführender Produzent)
- 2005: The Jacket (Produzent)
- 2005: The Big White – Immer Ärger mit Raymond (Produzent)
- 2005: Lord of War – Händler des Todes (Produzent)
- 2006: Lucky Number Slevin (Produzent)
- 2006: Ask the Dust (Produzent)
- 2007: Who’s Your Caddy (ausführender Produzent)
- 2008: Outlander (Produzent)
- 2009: Black Water Transit (ausführender Produzent)

## Auszeichnungen
2009 wurde er vom US-amerikanischen Online-Spielemagazin IGN zu den 100 bedeutendsten Spieleentwicklern aller Zeiten gezählt.